# Un petit bout de France
Pour plus de détails, voir Fiche technique et Distribution.
Un petit bout de France est un téléfilm français réalisé par Bruno Le Jean, produit par Tonie Marshall et diffusé le 7 mai 2013 sur France 3.

## Synopsis
En février 1981, alors que la campagne électorale bat son plein, Vincent, jeune ethnologue, est envoyé à Saint Ferréol, petit village près de Lyon. En effet, ce village a la particularité d'avoir à chaque élection le même résultat qu'à l'échelon national. Vincent est donc envoyé sur place afin de sonder les intentions de vote des habitants.

## Fiche technique
- Réalisation : Bruno Le Jean
- Scénario et dialogues : Pierre Colin-Thibert, Jean-Luc Estèbe, Laurent Guyot, Frédéric de Nexon
- Production : Tonie Marshall
- Musique : Renaud Barbier
- Titre provisoire : Opération Hirondelle
- Pays :  France
- Durée : 1h30 minutes
- Genre : comédie
- Diffusion : 7 mai 2013 sur France 3

## Distribution
- Julien Baumgartner : Vincent
- Lizzie Brocheré : Clara
- Wladimir Yordanoff : Fauquier
- Bernard Menez : Chastel
- Nicolas Bridet : Gilles
- Émilie Piponnier : Alice
- Pasquale D'Inca : Gérard
- Édith Le Merdy : Catherine
- Alain Cauchi : Barsac